# Aeroportul Middlemount
Aeroportul Middlemount (IATA: MMM, ICAO: YMMU) este un aeroport din Queensland, Australia.
Situat la o altitudine de 166 m, aeroportul dispune de o singură pistă.